# Ättfloden
Ättfloden är en sjö i Orsa kommun i Dalarna och ingår i Dalälvens huvudavrinningsområde. Sjön har en area på 0,0643 kvadratkilometer och ligger 497 meter över havet. Sjön avvattnas av vattendraget Attflotsbäcken. Vid provfiske har elritsa och öring fångats i sjön.

## Delavrinningsområde
Ättfloden ingår i det delavrinningsområde (680802-143333) som SMHI kallar för Mynnar i Ämån. Medelhöjden är 528 meter över havet och ytan är 15,06 kvadratkilometer. Det finns inga avrinningsområden uppströms utan avrinningsområdet är högsta punkten. Attflotsbäcken som avvattnar avrinningsområdet har biflödesordning 4, vilket innebär att vattnet flödar genom totalt 4 vattendrag innan det når havet efter 371 kilometer. Avrinningsområdet består mestadels av skog (66 procent) och sankmarker (30 procent). Avrinningsområdet har 0,06 kvadratkilometer vattenytor vilket ger det en sjöprocent på 0,4 procent.